# Verónica Alonso
Verónica Alonso   (Montevideo, 24 d'octubre de 1973) és una política uruguaiana, integrant del Partit Nacional. Ocupa el càrrec de senadora de la República de l'Uruguai.

## Biografia
Prové d'una família dedicada a la política. Des de petita amb la seva família es va mudar a Suárez, Canelones, per residir a la Colònia Berro, ja que el seu pare, Jorge Alonso, era el seu director.
Va tornar a viure a Montevideo, on va finalitzar l'escola, va cursar els primers anys d'educació secundària al Liceu Sagrada Família i va acabar el batxillerat al Liceu 28. Després, va començar els seus estudis a la Universitat de la República en la carrera de Relacions Internacionals, però va obtenir el seu títol de grau en Estudis Internacionals a la Facultat d'Administració i Ciències Socials de la universitat ORT Uruguai el 2005. Posseeix un diploma de postgrau en Relacions Internacionals i Desenvolupament Polític Llatinoamericà de la Universitat Miguel de Cervantes (Santiago de Xile, Xile). Ha finalitzat els cursos, i té pendent el lliurament i defensa de la tesi d'un màster en Integració i Comerç Internacional de la Facultat de Dret de la Universitat de Montevideo.
La seva carrera política va començar a Correntada Wilsonista, sector del Partit Nacional, acompanyant aleshores senador Francisco Gallinal. Es va exercir com a vicepresidenta de l'Institut Aportacions d'aquest sector polític.
En les eleccions internes de 2009, va decidir donar suport a la candidatura de l'expresident Luis Alberto Lacalle de Herrera. En les eleccions nacionals d'aquest mateix any, va resultar elegida diputada pel departament de Montevideo, càrrec que va assumir el 15 de febrer del 2010.
En les eleccions nacionals de 2014, Alonso va acompanyar la precandidatura del senador Jorge Larrañaga, qui va resultar derrotat en l'elecció interna del Partit Nacional enfront de Luis Lacalle Pou. Aquest últim va acabar sent en aquesta elecció el candidat a la Presidència de la República pel Partit Nacional. Alonso va ocupar el tercer lloc en la llista de candidats al Senat del sector Aliança Nacional i va resultar elegida senadora per al període 2015-2020.
En 2018, va anunciar la seva precandidatura a la Presidència de la República pel Partit Nacional que es van disputar al mes de juny de 2019 en l'elecció interna a la qual van anunciar les seves precandidatures Luis Lacalle Pou, Jorge Larrañaga, Enrique Antía, Carlos Iafigliola i Juan Sartori.

## Vida privada
Verónica Alonso va casar amb Marcel Gerwer el 2000, és mare de tres filles, Camila, Delfina i Violeta. És conversa al judaisme.

## Controvèrsies
En 2017, Alonso va haver de acatar una sentència judicial que va disposar el pagament de 30.000 $ USA a la impremta Vistosul SA per impressions de llistes en la campanya interna de 2014. Alonso va fer el pagament del deute un cop confirmada la sentència del jutge.